# Max Hörchner
Max Hörchner (* 23. Oktober 1899 in Leipzig; † 12. Juli 1957) war vom 22. Januar 1953 bis zu seinem Tode Vorsitzender des 1. Strafsenats des Bundesgerichtshofs.

## Leben
Hörchner war Sohn des Leipziger Kaufmanns Emil Hörchner. Hörchner war Mitglied der Landsmannschaft Plavia in Leipzig und in der Landsmannschaft Suevia Jena. Er studierte an der Universität Leipzig Jura seit seiner Immatrikulation vom 27. April 1918 bzw. laut Studentenkartei auch in Jena. Laut Studentenkartei war Hörchner im Universitätsarchiv Leipzig von 1917 bis 1918 Einjährig-Freiwilliger in verschiedenen sächsischen Regimentern gewesen. Er studierte bis zum 22. April 1920 in Leipzig, war daraufhin vom 21. April 1921 bis zum 15. April 1924 eingeschrieben und promovierte 1924 in Leipzig über Die Bestrafung des Ehebruchs in der Partikulargesetzgebung des 19. Jahrhunderts, im geltenden Reichsstrafrecht und als Gesetzgebungsproblem. Er war seit 1922 im Justizdienst, von 1929 bis 1933 am Landgericht Leipzig. 1933 bis 1936 war er Hilfsarbeiter bei der Reichsanwaltschaft am Reichsgericht, dann bis 1939 beim Landgericht Zwickau und schließlich bis 1945 Oberstaatsanwalt bei der Reichsanwaltschaft beim Reichsgericht. Hörchner beantragte am 22. Dezember 1937 die Aufnahme in die NSDAP und wurde rückwirkend zum 1. Mai desselben Jahres aufgenommen (Mitgliedsnummer 5.823.880). Er hätte 1944 Reichsanwalt oder Reichsgerichtsrat werden sollen, jedoch verhinderte dies die Parteikanzlei, die ihm mangelndes nationalsozialistisches Engagement attestierte. Er wandte dessen ungeachtet die NS-Gesetze im politischen Sinne opportun an.
Nach 1945 war Hörchner Rechtsanwalt und Notar in Blankenhain in Thüringen bei Weimar, dann von 1951 bis 1957 Bundesrichter am Bundesgerichtshof, wo er auch ab 1953 Senatspräsident war.
Hörchner war auch Mitautor des Kommentars für das Reichsstrafgesetzbuch, welches bis 1945 mehrfach aktualisiert wurde. Im Jahre 1956 hatte er einen Fall wegen Beihilfe an der SS-Sondergerichtsbarkeit und damit zum Mord letztinstanzlich zu verhandeln und zu entscheiden. Angeklagt waren Otto Thorbeck und Walter Huppenkothen, Verfahrensgegenstand war die „Mitwirkung an standgerichtlichen Todesurteilen gegen den Reichsgerichtsrat Hans von Dohnanyi im KZ Sachsenhausen und gegen General Oster, Admiral Canaris, Generalstabsrichter Sack, Hauptmann Gehre und Pastor Bonhoeffer im KZ Flossenbürg“.